# Rhodeus
Rhodeus è un genere di pesci d'acqua dolce comprendente 20 specie appartenenti alla famiglia Cyprinidae.

## Specie
- Rhodeus amarus
- Rhodeus amurensis
- Rhodeus atremius
- Rhodeus colchicus
- Rhodeus fangi
- Rhodeus haradai
- Rhodeus laoensis
- Rhodeus lighti
- Rhodeus meridionalis
- Rhodeus ocellatus kurumeus
- Rhodeus ocellatus ocellatus
- Rhodeus pseudosericeus
- Rhodeus rheinardti
- Rhodeus sciosemus
- Rhodeus sericeus
- Rhodeus sinensis
- Rhodeus smithii
- Rhodeus spinalis
- Rhodeus suigensis
- Rhodeus uyekii